# دانيال أليخاندرو توريس
دانيال أليخاندرو توريس (بالإسبانية: Daniel Alejandro Torres Rojas)‏ (15 نوفمبر 1989 في كولومبيا - ) هو لاعب كرة قدم كولومبي في مركز الوسط. شارك مع منتخب كولومبيا لكرة القدم. أما مع النوادي، فقد لعب مع أتلتيكو ناسيونال وإنديبندينتي ميديلين وإنديبنديينتي سانتا في.

## وصلات خارجية
- دانيال أليخاندرو توريس على موقع الاتحاد الدولي (مؤرشف)  (الإنجليزية)
- دانيال أليخاندرو توريس على موقع قاعدة بيانات كرة القدم.إي يو (الإنجليزية)
- دانيال أليخاندرو توريس على موقع ناشيونال فوتبول تيمز (الإنجليزية)
- دانيال أليخاندرو توريس على موقع Soccerbase.com (لاعب) (الإنجليزية)
- دانيال أليخاندرو توريس على موقع Soccerway.com (الإنجليزية)
- دانيال أليخاندرو توريس على موقع AS.com (الإسبانية)